# 新安縣志 (洛陽市)
《新安县志》是中国河南省洛阳市新安县的地方志。
《新安县志》据传曾有明世宗嘉靖四十一年(1562)刊本和明神宗万历三十七年(1609)刊本。清顺治十三年(1656)知县俞逊曾访求旧志残本，进行补缀；清顺治十八年(1661年)知县佟希圣又在俞逊旧志基础上再次增补纂修。但是以上版本都因为屡经战乱、兵燹之祸，已大部散佚。
现国内仅存清朝康熙三十三年(1694)《新安县志》十七卷、乾隆三十一年(1766)《新安县志》十四卷和民国二十七年(1938)《新安县志》十五卷。

## 清康熙三十三年《新安县志》
由时任知县韩佑唐主持纂修，目前仅存中国国家图书馆孤本和南京图书馆胶卷本两部。
分为十七卷： 总图志、沿革志、天文志、四至志、建制志、山川志、古迹志、风俗志、土产志、陵墓志、寺观志、赋税志、职官志、人物志、流寓志、艺文志、灾祥志。

### 纂修县志姓氏
【总裁】
- 前巡抚河南等处地方提督军务兼理河道、督察院右副都御史加四级  阎兴邦
- 巡抚河南等处地方提督军务兼理河道、兵部右侍郎兼督察院右副都御史加三级  顾汘

【提调】
- 河南等处率宣部政使司布政使加九级  李国亮
- 河南等处提刑按察使加八级  胡公祉
- 河南分守开归河南道、管理通省驿盐粮储、布政使司参政加三级  祖文明
- 河南通省巡理河道、提刑按察使司加五级  周铨元
- 提督河南通省学政、按察使司签事  张润民

【兼理】
- 特简翰林院检讨、知河南府事、今升福建提刑、按察司按察使加二级  汪楫
- 特升河南府知府加一级  孙居湜
- 河南府粮捕通制加五级  朱作舟

【纂修】
- 新安县知县  韩佑唐

【参订】
- 儒学署教谕  雷声
- 教导  张兰

【监刻】
- 督工典史  陶奇英

## 乾隆三十一年《新安县志》
由时任知县邱峨、曾任湖南靖州知州的新安人吕宣曾在韩志基础上，再次进行增修编纂，内容较韩志更为精详，全书八册十四卷，今中国国家图书馆、南京图书馆、河南博物院、故宫博物院等单位均有收藏。民国三年(1914)此书由清末新安知县转任新安知事的曾炳章付梓石印，此版本今亦罕见。
分为十四卷：封域志、营建志、秩官志、惠政志、武备志、风土志、赋役志、祀典志、礼仪志、选举志、人物志、艺文志、见闻志。

### 修志职衔
【鉴定】
- 巡抚河南等处地方兼提督衔节制全省军务并驻防满营官兵兼理河道兵部右侍郎，兼都察院右副都御史加三级 阿思哈（满洲正红旗人）
- 提督河南全省学政，翰林院编修加一级  李宗宝（字璞庵，福建闽县人，丁丑进士）
- 河南等处承宣布政使司，加一级军功加二级纪录二十四次  佛德（字容斋，满洲正红旗举人）
- 河南等处承宣布政使，兼管河道工程，加二级纪录四次 何煟（字谦之，湖南靖州人，浙江山阴籍保举）
- 河南开归等处督理通省水利粮务道，加五级纪录二十次  温必联（字鲁存，江西石城人，丙辰进士）
- 分巡河南开归陈许等处，兼理河务，兵备道加一级  周于智（字愚若，云南嶍峨人，壬戌进士）
- 分巡河南河陕汝等处兼管水利河道加三级  欧阳永裿（字德馨，广西马平人，拔贡）
- 河南府知府卓异侯升，加九级纪录二十九次，纪功七次  傅尔瑚讷（字育亭，满洲镶白旗人，戊辰进士）
- 河南府粮河盐捕，水利道通判，加三级纪录四次，纪功五次 郭朝凤（字仪之，广东普宁人，例监）

【主修】
- 新安县知县，加五级，纪录五次记大功五次  邱峨（字毅圃，广东南海人，贡生）

【校订】
- 新安县儒学教谕  张希贤（字圣岸，舞阳人，副榜）
- 新安县儒学训导  张殿扬（字书思，新野人，岁贡）

【督刊】
- 新安县典史 王可安（字静斋，浙江山阴人，议叙）

## 民国二十七年《新安县志》
由邑人张钫主持修纂，李庚白兼修，李希白总编纂
分八册十五卷：大事记、舆地、财赋、职官、建置、民政、实业、教谕、社会、仕进、人物上、人物下、艺文、金石、杂记。

### 张钫襄修方志
民国年间两次续修，皆与张钫先生襄助有关。

#### 第一次续修
民国十二年（1923），张钫因父丧从陕西靖国军返家，守制期间，捐资筹办修志馆于铁门，并延请邑绅，采访编辑《新安县志》，次年书成。
1924年，河南督军胡景翼与刘镇华为争夺中原，大动干戈。张钫乃发“弭兵电”，呼吁双方罢兵，以宁中原，先后奔走于胡刘之间。“胡憨战争”爆发后，张钫亦陷身其中，无力自拔，后为胡部扣押，险遭杀害。由于张钫无暇顾及县志续修事宜，所以未能付梓刊印，手稿也散失大半。该手稿本署为张钫修，杨堃纂，共十五卷，重修时已散失六卷，存九卷。
1935年新安县县长毕正纪曾为新志撰写序言，文中述及此事曰：“近年渑池杨子方（堃）及本县侯慈舫（海涛），前在铁门修成未刻之稿……是以广事搜罗，重行改撰，以备览者采择。适南北战起，兵戈连年，土匪滋扰，荒旱颇仍，饷军备寇，势不暇及。”
1938年新安县县长席秉章亦有叙述曰：“民国十二年（1923年），邑绅张伯英先生商同葛前任邦炳设修志馆于铁门，并捐资聘请杨孝廉堃纂修，阅岁成书，旋遭时变，未付梓而稿亦半佚。”

#### 第二次续修
第二次续修为1933年，始于当年九月，终于1935年四月，历时一年半。当年的新安县县长李庚白对此有详细记述：“癸酉（公元1933年）八月，庚白奉令调长新安，访地方耆绅谈悉，本县县志纂至清乾隆丙戌，民国甲子经渑池杨君子方及邑人侯君慈舫在铁门续修，存稿未刻。适河南清乡督办张公伯英回铁门原籍，庚白因事趋谒，协许君经畲、刘君洽民等同往，申述续修邑志事，张公历述前次资助续修未竣之经过及续稿散存各处，愿再捐资以助，嘱余君镜涵肩其事。”不久，县修志馆成立，除部分地方拨款外，大部分开支均为张钫资助。参与编纂者毕正纪曾有序言曰：“是役也，经费最不易筹，县中公财未裕，十五出自邑人张伯英钫捐资。”编纂期间，得到王广庆、余镜涵、郭重宣等人极力维持，奔走斡旋，斯志得以竣工。
之后，因助资告罄，未能付梓，仅录志稿两部，分藏张钫、许经畲家，三年之后，始得以刊印。席秉章所撰序言说：“戊寅（公元1938年）首夏，正值寇入日深，军书旁午（军事繁忙），抽暇借阅志稿，不禁有功亏一篑之叹。”随后，即召集邑绅商讨，并组织编纂委员会，依原稿校正，不一月而就，由许经畲定印三百部。该刊本共八册十五卷，署为张钫主修，李庚白兼修，李希白总编纂，基本依据并保留了张钫主修的民国第一稿体例及内容。

### 修志姓氏
【主修】
- 陆军第二十路军总指挥兼五省剿匪副司令 邑人张钫

【监修】
- 新安县县长  唐县李庚白
- 陆军第二十路军总指挥部粮服科科长  邑人余渍潮

【馆长兼总编辑】
- 光绪壬寅年补行庚子年辛丑恩正并科举人前滑县县知事  孟县李希白

【副馆长兼编辑】
- 附贡生河南第一届省议会议员  邑人许文田

【协修兼编辑】
- 附生众议会议员  邑人侯海涛